# Mau Mau (zespół muzyczny)
Mau Mau – zespół założony w 1991 roku w Turynie we Włoszech.

## Dyskografia

### Albumy
- 1992 – Sauta rabel
- 1994 – Bass paradis
- 1996 – Viva Mamanera
- 1998 – Eldorado
- 2000 – Safari Beach
- 2006 – Dea

### Kompilacje i koncerty
- 1997 – Carnevalera
- 2001 – Marasma General
- 2004 – Made in Italy

### EP-ki
- 1992 – Soma la macia
- 1993 – Tuira

### Single
- 1994 – Adore
- 1996 – La Ola
- 1998 – Eldorado
- 1998 – Per Amor
- 2000 – Due Cuori
- 2006 – Dea
- 2006 – Qualcuno verra da te